# Adesmus paradiana
Adesmus paradiana es una especie de escarabajo longicornio del género Adesmus, categorizada en la tribu Hemilophini, de la subfamilia Lamiinae. Fue descrita por Galileo & Martins en 2004.

## Descripción
Mide 11,6 mm de longitud.

## Distribución
Se distribuye por América del Sur: Brasil y Ecuador.